# Héliport de Cardiff
L'héliport de Cardiff (en gallois: Maes Hofrenyddion Caerdydd), est un héliport situé à Tremorfa (en), à Cardiff, au Pays de Galles, à environ 3,2 kilomètres du centre-ville.
L'héliport est loué et exploité par Wales Air Ambulance. L'héliport a coûté 3,8 millions de livres sterling à construire et était la base opérationnelle de l'hélicoptère de la police du sud du Pays de Galles. L'héliport peut également gérer le trafic de passagers, en particulier lors d'événements sportifs au Millennium Stadium.
En 2016, l'héliport est devenu la base d'un hélicoptère supplémentaire de la flotte de Wales Air Ambulance, effectuant des transferts depuis des hôpitaux spécialisés avec des incubateurs en vol pour transporter les bébés.